# Acrylstein
Acrylstein ist die hersteller- und markenunabhängige Bezeichnung für ein Material, welches als Plattenmaterial oder Formguss im Innenausbau, bei der Möbelherstellung und dem Hygienebereich (z. B. Küchenarbeitsplatten, Waschbecken) verwendet wird.

## Beschreibung

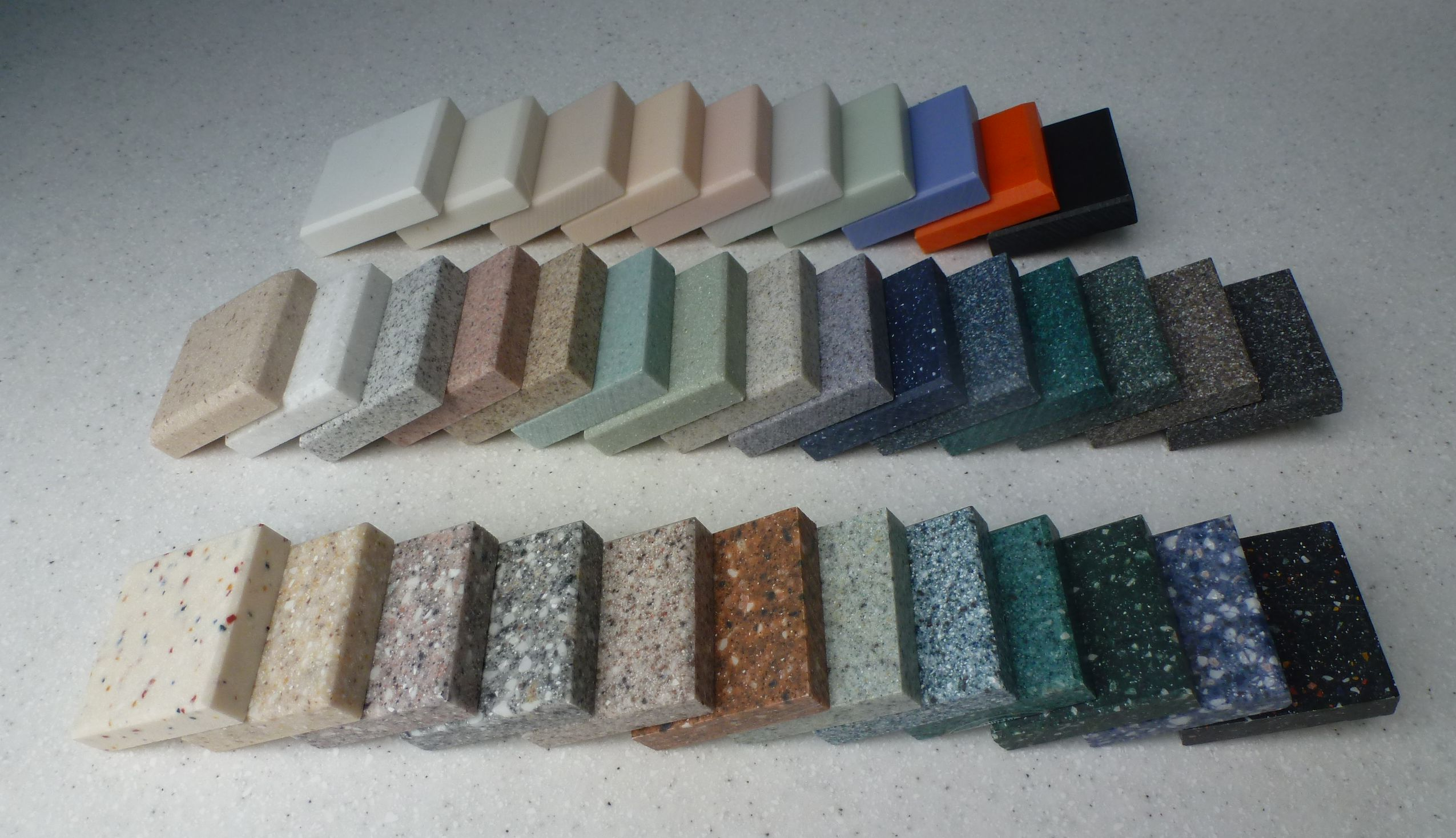
Musterpalette von Acrylsteinfarbvarianten (CORIAN)

Acrylstein besteht aus ungefähr einem Drittel Acryl (Polymethylmethacrylat bzw. PMMA) und zu 5 % aus Pigmenten. Der Hauptbestandteil ist mit 70 % Mineralstoff, wie z. B. Aluminiumhydroxid (ATH). Bis zu 40 Prozent der Inhaltsstoffe sind Recycling-Materialien. Die genaue Zusammensetzung richtet sich nach der gewünschten Materialeigenschaft, wie z. B. Farbe, Griff, Temperaturbeständigkeit etc. Hier ist über die Steuerung des Zuschlags Acrylstein sehr variabel. Gemeinsam ist allen Acrylsteinmaterialien die Bindung mittels des Thermoplast PMMA und damit auch die Unterscheidung zu Kunststein auf Harzbasis.

## Anwendungen

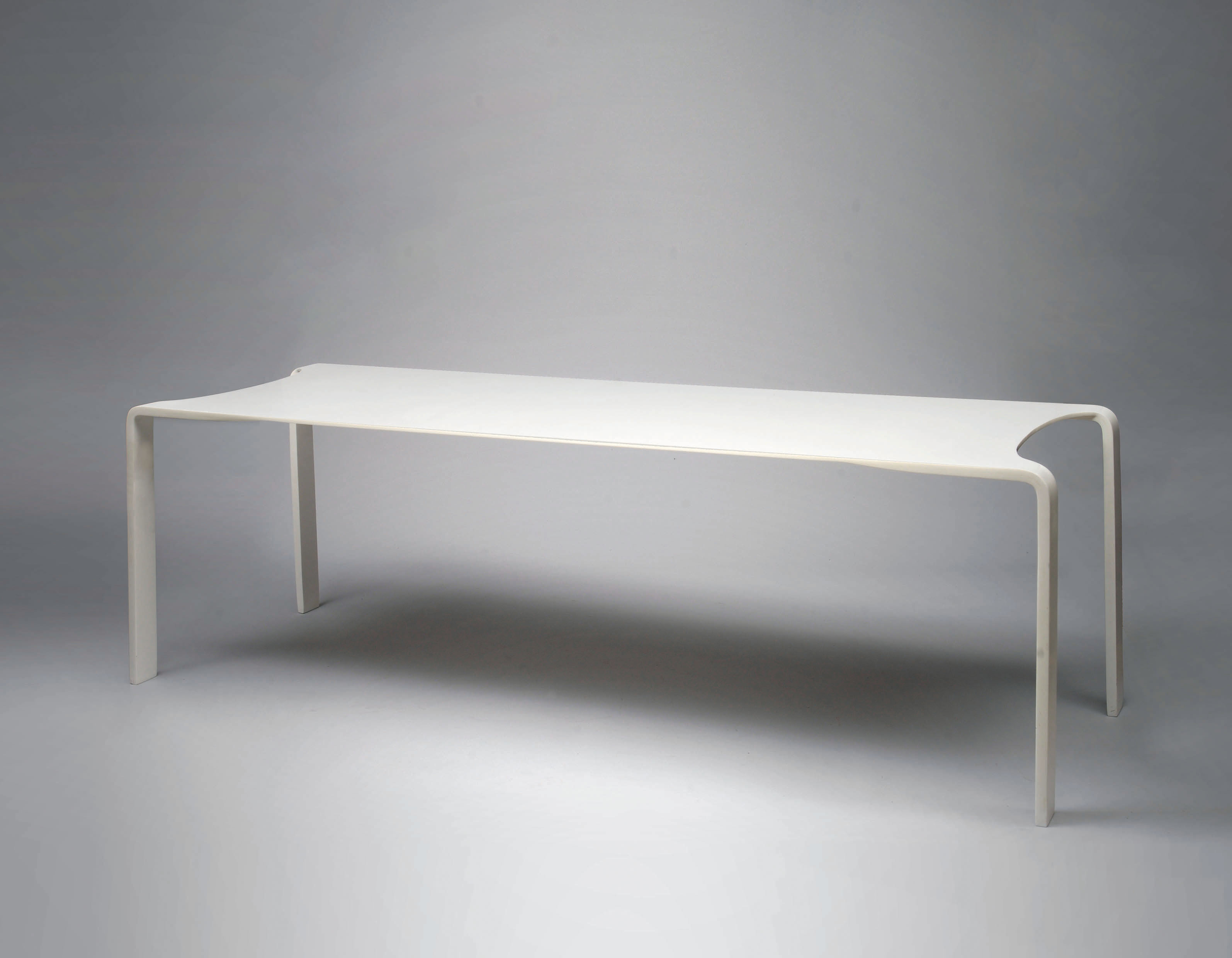
Walking Table aus CORIAN (2007)

Einige Hersteller von Küchen- und Badezimmereinrichtungen bieten Arbeitsplatten aus diesem Werkstoff an. Acrylstein wird im Gussverfahren hergestellt.
Die Vorteile des Acrylstein durch seine gegossene, porenlose, massive und homogene Werkstoffart zeichnen sich durch eine harte, massive, schlagfeste, licht- und lebensmittelechte, säure-, öl- und hitzefeste und pflegeleichte Oberfläche aus, wobei sich Acrylstein jedoch zugleich ebenso leicht bearbeiten lässt wie Hartholz. Acrylstein steht in zahlreichen Farbvariationen zur Verfügung und lässt sich aufgrund der Zusammensetzung fugenlos und nahezu unsichtbar verbinden. Meist lässt es sich thermoplastisch umformen.
Im architektonischen Bereich wird Acrylstein seit einigen Jahren zur Fassadengestaltung eingesetzt.
In der Schmuckgestaltung wird Acrylstein seit Jahrzehnten zur Gestaltung von Modeschmuck verwendet.

## Hersteller und Markennamen
Bekannte Hersteller und ihre eingetragenen Markennamen von Acrylstein sind Samsung Cheil Industries mit Staron und Tempest, LG Hausys mit HI-MACS und DuPont mit CORIAN.